# Shayne Pattynama
Shayne Elian Jay Pattynama (* 11. srpna 1998) je indonéský profesionální fotbalista, který hraje na pozici levého obránce za belgický klub KAS Eupen. Narodil se v Nizozemsku, ale hraje za indonéský národní tým.

## Klubová kariéra

### Jong Utrecht
Svůj debut v Eerste Divisie si odbyl 21. srpna 2017 v zápase proti TOP Oss. Svůj první a jediný gól za Jong Utrecht vstřelil 11. února 2019 při domácí prohře 2:4 s Go Ahead Eagles.

### Telstar
Po dvou sezónách se v roce 2019 přesunul k ligovému rivalovi SC Telstar. Pattynama debutoval 18. října 2019 v zápase proti Almere City. Dne 18. ledna 2020 vstřelil svůj první gól za Telstar při remíze 3:3 s Excelsiorem Rotterdam na stadionu Van Donge & De Roo v Rotterdamu.

### Viking
Pattynama podepsal 16. března 2021 smlouvu s norským klubem Viking FK. K týmu se měl připojit 1. dubna. Svůj první gól za klub vstřelil 13. června 2021 při výhře 4:1 nad Vålerengou. O několik měsíců později, 26. září 2021, vstřelil svůj druhý gól proti Molde při remíze 2:2.
V prosinci 2023 Viking oznámil, že Pattynama na konci sezóny 2023 opustí klub, protože se rozhodl neprodloužit smlouvu.

### Eupen
Dne 1. února 2024 Pattynama oficiálně podepsal dvouapůlletou smlouvu s belgickým klubem KAS Eupen.

## Reprezentační kariéra
V květnu 2022 bylo oznámeno, že se Pattynama rozhodl reprezentovat Indonésii. Dne 14. března 2023 Pattynama poprvé obdržel povolání od indonéského trenéra Šin Te-jonga na dva přátelské zápasy proti Burundi. Kvůli problémům s registrací však nakonec s týmem neodcestoval.
Dne 27. května 2023 byl Pattynama povolán do indonéského národního týmu na přátelské zápasy proti Palestině a Argentině. Dne 19. června 2023 nastoupil Pattynama ke svému prvnímu zápasu v reprezentaci proti Argentině při prohře 0:2.
Dne 16. listopadu 2023 vstřelil Pattynama svůj první reprezentační gól proti Iráku během kvalifikace na Mistrovství světa ve fotbale 2026 při prohře 5:1.
Shayne byl členem indonéského týmu, který se dostal do vyřazovací fáze na Mistrovství Asie ve fotbale 2023. Shayne si zahrál pouze v osmifinálovém zápase proti Austrálii.

## Osobní život
Pattynama se narodil v Nizozemsku a po svém otci z Moluk je indonéského původu.
Dne 24. ledna 2023 Pattynama oficiálně získal indonéské občanství.

## Statistiky

### Klubové
Platí k zápasu hranému 1. března 2025.
| Klub              | Sezóna            | Liga                  | Liga   | Liga | Národní pohár | Národní pohár | Kontinentální | Kontinentální | Ostatní | Ostatní | Celkově | Celkově |
| Klub              | Sezóna            | Soutěž                | Zápasy | Góly | Zápasy        | Góly          | Zápasy        | Góly          | Zápasy  | Góly    | Zápasy  | Góly    |
| ----------------- | ----------------- | --------------------- | ------ | ---- | ------------- | ------------- | ------------- | ------------- | ------- | ------- | ------- | ------- |
| Jong Utrecht      | 2017/18           | Eerste Divisie        | 17     | 0    | —             | —             | —             | —             | —       | —       | 17      | 0       |
| Jong Utrecht      | 2018/19           | Eerste Divisie        | 24     | 1    | —             | —             | —             | —             | —       | —       | 24      | 1       |
| Jong Utrecht      | Celkově           | Celkově               | 41     | 1    | —             | —             | —             | —             | —       | —       | 41      | 1       |
| Telstar           | 2019/20           | Eerste Divisie        | 18     | 1    | 2             | 0             | —             | —             | —       | —       | 20      | 1       |
| Telstar           | 2020/21           | Eerste Divisie        | 27     | 4    | 1             | 0             | —             | —             | —       | —       | 28      | 4       |
| Telstar           | Celkově           | Celkově               | 45     | 5    | 3             | 0             | —             | —             | —       | —       | 48      | 5       |
| Viking            | 2021              | Eliteserien           | 24     | 2    | 5             | 0             | —             | —             | —       | —       | 29      | 2       |
| Viking            | 2022              | Eliteserien           | 18     | 0    | 4             | 0             | 6             | 0             | —       | —       | 28      | 0       |
| Viking            | 2023              | Eliteserien           | 28     | 1    | 4             | 0             | —             | —             | —       | —       | 32      | 1       |
| Viking            | Celkově           | Celkově               | 70     | 3    | 13            | 0             | 6             | 0             | —       | —       | 89      | 3       |
| Eupen             | 2023/24           | Jupiler Pro League    | 6      | 0    | 0             | 0             | —             | —             | —       | —       | 6       | 0       |
| Eupen             | 2024/25           | Challenger Pro League | 16     | 0    | 1             | 0             | —             | —             | —       | —       | 17      | 0       |
| Eupen             | Celkově           | Celkově               | 22     | 0    | 1             | 0             | 0             | 0             | —       | —       | 23      | 0       |
| Celkově v kariéře | Celkově v kariéře | Celkově v kariéře     | 178    | 9    | 17            | 0             | 6             | 0             | 0       | 0       | 201     | 9       |

### Reprezentační
Platí k zápasu hranému 19. listopadu 2024.
| Národní tým | Rok     | Zápasy | Góly |
| ----------- | ------- | ------ | ---- |
| Indonésie   | 2023    | 5      | 1    |
| Indonésie   | 2024    | 6      | 0    |
| Celkově     | Celkově | 11     | 1    |

#### Reprezentační góly
Platí k zápasu hranému 15. října 2024.
Skóre a výsledky Indonésie jsou vždy zapsány jako první. Góly Shayna Pattynamy jsou zvýrazněny.
| Gól | Datum              | Místo                                    | Zápas | Soupeř | Skóre | Výsledek | Soutěž                                           |
| --- | ------------------ | ---------------------------------------- | ----- | ------ | ----- | -------- | ------------------------------------------------ |
| 1.  | 16. listopadu 2023 | Basra International Stadium, Basra, Irák | 4.    | Irák   | 1:2   | 1:5      | Kvalifikace na Mistrovství světa ve fotbale 2026 |